# Малышево (Бабушкинский район)
Малышево — упразднённая деревня в Бабушкинском районе Вологодской области.
Входила в состав Миньковского сельского поселения, с точки зрения административно-территориального деления — в Великодворский сельсовет.
Расстояние до районного центра села имени Бабушкина по автодороге — 63,5 км, до центра муниципального образования Миньково по прямой — 28 км. Ближайший населённый пункт — Белехово.
По данным переписи в 2002 году постоянного населения не было.
Упразднена 27.11.2020